# A 3/5

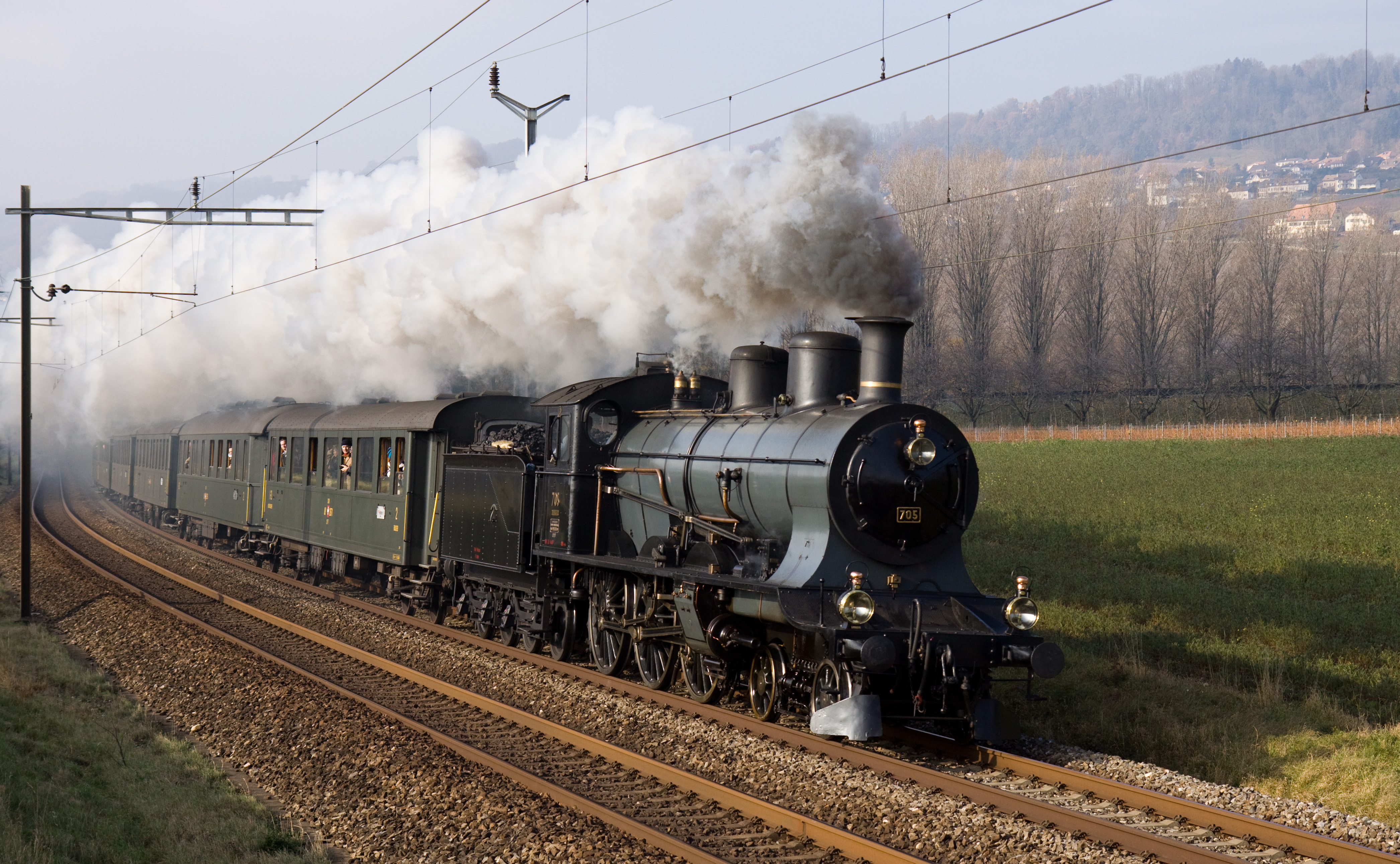
L'A 3/5 705 (SBB Historic)

L'A 3/5 est le type d'une série de locomotives à vapeur construites par la SLM Winterthur.
Cette série était dévolue au service voyageurs particulièrement aux trains rapides.
Des locomotives d'appellation identique ont été en service aux Chemins de fer du Gothard.

## Locomotive préservée
- La 705, construite en 1904[2], classée comme véhicule historique en 1964, est préservée au dépôt de Brugg[3].

## Modélisme
| Échelle   | O       | HO              | Z       |
| --------- | ------- | --------------- | ------- |
| Fabricant | Lematec | Märklin Liliput | Märklin |